# 177P/巴納德
177P/巴納德 彗星，也稱為巴納德2號彗星，是一顆週期119年的週期彗星。它符合經典的哈雷族彗星定義（週期介於20年至200年之間) 。
這顆彗星被標示為P/2006 M3，是愛德華·愛默生·巴納德在1889年6月24日發現的，在116年後又再度被發現。在2006年7月19日，177P在0.36天文單位的距離上掠過地球。它在2006年8月28日通過近日點；在2006年7月末到9月，它經過武仙座和天龍座，而它的光度比預期的8等還亮。
巴納德的另外兩顆週期彗星，第一顆是D/1884 O1（巴納德1號彗星）最後一次的出現是在1884年11月20日，並且被認為已經解體了。另一顆是206P/巴納德-波提尼，標記著彗星天文學新時代的開始，因為它是第一顆經由攝影發現的彗星。從1892年之後，它是迷蹤彗星，直到2008年10月7日才意外的被安德烈亞·博蒂尼再度發現。

## 外部連結
- Orbital simulation（页面存档备份，存于） from JPL (Java) / Ephemeris（页面存档备份，存于）
- 177P/Barnard（页面存档备份，存于） – Kazuo Kinoshita (2011 Jan. 17)
- 177P at Gary W. Kronk's Cometography（页面存档备份，存于）

| 週期彗星               | 週期彗星    | 週期彗星                 |
| ---------------------- | ----------- | ------------------------ |
| 前一顆彗星 176P/林尼爾 | 177P/巴納德 | 後一顆彗星 178P/Hug-Bell |
| 週期彗星列表           |             |                          |